# Iglesia de San Benito (Venecia)
La Iglesia de San Benito es un lugar de culto católico ubicado en Venecia, en el norte de Italia. En el dialecto veneciano se la conoce generalmente como Iglesia de San Beneto, de la que también deriva el nombre de la plaza que tiene enfrente, Campo San Beneto.
La iglesia fue construida en el siglo XI y reconstruida en 1685. Es una iglesia vicarial de la parroquia de San Luca.
Ella alberga las siguientes obras de arte:
- Sacerdote confiado a la Virgen por san Benedetto y Juan el Bautista con la Virgen y las Virtudes, obras de Sebastiano Mazzoni, dispuestas en los portales en los dos lados extremos del altar mayor.
- San Sebastian atendido por las Santas Mujeres, obra de Bernardo Strozzi, colocada en la pared del lado sur;
- San Francesco di Paola, obra de Giambattista Tiepolo,  colocada en la pared del lado norte del edificio.

Campanario (visto desde el lado de Corte Tron)
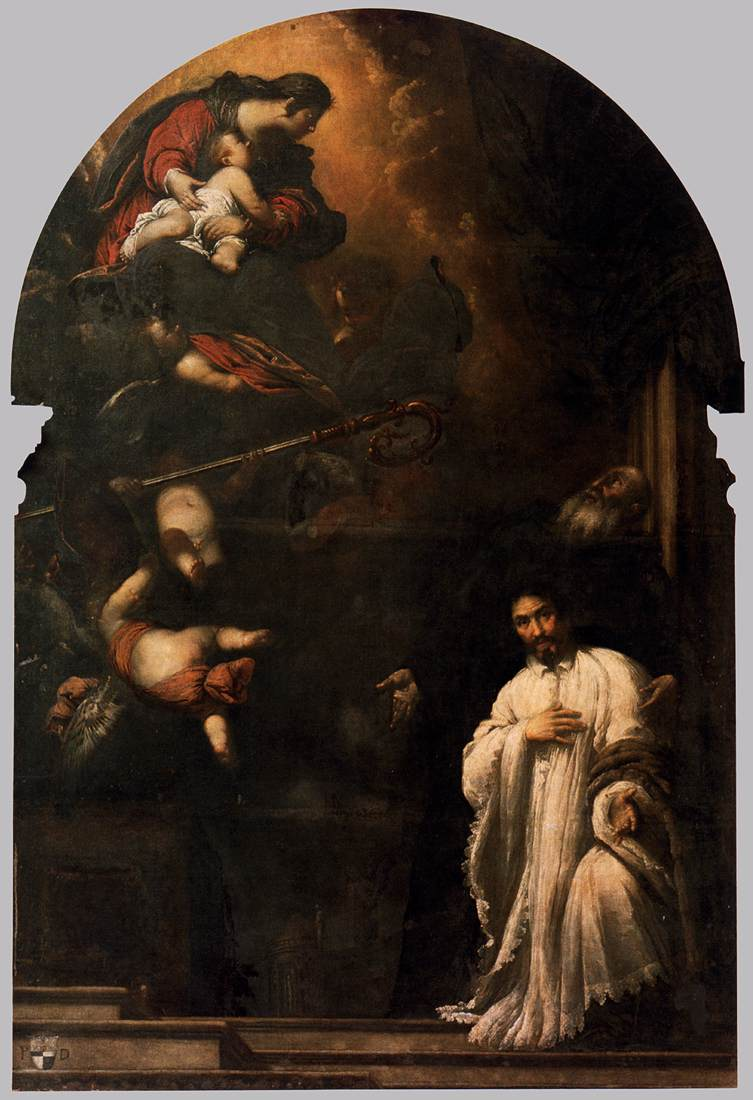
San Benedetto confía Pasqualino Daneli a la Virgen (obra de Sebastiano Mazzoni).